# Archaeology
Archaeology (с англ. — «Археология») — англоязычный научно-популярный журнал, освещающий вопросы и новости археологии для широкого круга читателей. Он выходит дважды в месяц и патрулируется некоммерческой организацией Archaeological Institute of America, основанной в 1906 году. Также организация выпускает аналогичный журнал American Journal of Archaeology.
В 2011 году Питера Янга на посту главного редактора сменила Клаудиа Валентино.
Издатели утверждают, что лишь 1 % читателей являются профессиональными археологами. В год создания — 1948 — выходило из печати всего 6 экземпляров в год, к 2008 году вышло 730 тысяч экземпляров. Число читателей журнала на 2008 год достигло 750 тысяч человек по всему миру, а ежегодное число посетителей сайта составляет 2,5 млн человек. Средний возраст читателей — ок. 60 лет, кто любит читать книги, ходить в музеи, фотографировать, путешествовать и познавать мир.